# Mayo-Boneye
Pour les articles homonymes, voir Mayo.
Le Mayo-Boneye est un des 4 départements composant la région du Mayo-Kebbi Est au Tchad (Décrets N° 415/PR/MAT/02 et 419/PR/MAT/02). Son chef-lieu est Bongor.

## Subdivisions
Le département du Mayo-Boneye est divisé en 7 sous-préfectures :
- Bongor
- Kim
- Koyom
- Rigaza
- Ngam (ou Gam)
- Moulkou
- Samga

## Administration
Liste des administrateurs :
Sous-préfets de Bongor (1960-1998)
- 6 décembre 1961 : Émile Mbaiodjal Mahamat

Préfets du Mayo-Boneye (depuis 1998)
- 9 octobre 2008 : Al-Khalil Moussa Al-Khalil[1]